# Xiong Qiying
Xiong Qiying, född 14 oktober 1967, är en friidrottare från Kina. Hon deltog vid olympiska sommarspelen 1988.